# John Lee Hooker
John Lee Hooker (22 d'agost de 1917 - 21 de juny de 2001) va ser un influent cantant i guitarrista de blues estatunidenc, nascut a Clarksdale, Mississipi.

## Biografia

### Primers anys
La data de naixement de Hooker és un tema de debat; s'han suggerit els anys 1912, 1915, 1917, 1920 i 1923. La majoria de fonts oficials enumeren el 1917, tot i que de vegades Hooker va declarar que va néixer el 1920. La informació trobada als censos de 1920 i 1930 indica que en realitat va néixer l'any 1912. L'any 2017 es van celebrar una sèrie d'actes per celebrar el suposat centenari del seu naixement. En el cens federal de 1920, John Hooker té set anys i un dels nou fills que viuen amb William i Minnie Hooker a Tutwiler, Mississipí.
Es creu que va néixer a Tutwiler, al comtat de Tallahatchie, encara que algunes fonts diuen que el seu lloc de naixement va ser a prop de Clarksdale, al comtat de Coahoma. Va ser el més jove dels 11 fills de William Hooker (nascut el 1871, mort després de 1923), masover i predicador baptista, i de Minnie Ramsey (nascut cap al 1880, data de mort desconeguda). Al cens federal de 1920, es va registrar que William i Minnie tenien 48 i 39 anys, respectivament, la qual cosa implica que la Minnie va néixer cap al 1880, no el 1875. Es deia que era una dècada més o menys més jove que el seu marit, la qual cosa dóna més credibilitat a aquest registre del cens com a prova dels orígens de Hooker.
Els fills de Hooker van ser educats a casa. Se'ls permetia escoltar només cançons religioses; els espirituals cantats a l'església van ser la seva primera exposició a la música. El 1921, els seus pares es van separar. L'any següent, la seva mare es va casar amb William Moore, un cantant de blues, que va proporcionar a John Lee una introducció a la guitarra (i a qui més tard acreditaria pel seu estil de joc distintiu).
Moore va ser la seva primera influència significativa del blues. Va ser un guitarrista de blues local que, a Shreveport, Louisiana, va aprendre a tocar un blues d'un sol acord que era sorprenentment diferent del Delta blues de l'època.
Una altra influència va ser Tony Hollins, que va sortir amb la germana de Hooker, Alice, va ajudar a ensenyar a Hooker a tocar i li va donar la seva primera guitarra. Durant la resta de la seva vida, Hooker va considerar Hollins com una influència formativa en el seu estil de tocar i la seva carrera com a músic. Entre les cançons que se suposa que Hollins va ensenyar a Hooker hi havia versions de Crawlin' King Snake i Catfish Blues.
Als 14 anys, Hooker va fugir de casa, sense haver vist mai més la seva mare o el seu padrastre. A mitjans de la dècada del 1930, va viure a Memphis, Tennessee, on va actuar a Beale Street, al New Daisy Theatre i ocasionalment a festes a casa.
Va treballar a les fàbriques de diverses ciutats durant la Segona Guerra Mundial, i finalment va aconseguir una feina a la Ford Motor Company a Detroit el 1943. Va freqüentar els clubs i bars de blues de Hastings Street, el cor del districte d'entreteniment negre, al costat est de Detroit. En una ciutat coneguda pels seus pianistes, els guitarristes eren escassos. La popularitat de Hooker va créixer ràpidament a mesura que actuava als clubs de Detroit i, buscant un instrument més fort que la seva guitarra acústica, va comprar la seva primera guitarra elèctrica.

### Primers anys de carrera
Hooker treballava com a conserge en una fàbrica d'acer de Detroit quan la seva carrera discogràfica va començar l'any 1948, quan Modern Records, amb seu a Los Angeles, va publicar una demo que havia gravat per a Bernie Besman a Detroit. El senzill, 'Boogie Chillen, cantat en un estil mig parlat que es convertiria en característic. Rítmicament, la seva música era molt lliure, característica que ha estat comuna entre els primers músics acústics de blues del Delta. El seu frasejat no estava tan lligat als estàndards de la majoria dels cantants de blues. Aquest estil informal i incoherent es va anar diluint amb l'aparició de les bandes de blues elèctric de Chicago però, fins i tot quan no tocava sol, Hooker va mantenir el seu propi so. Boogie Chillen es va convertir en un èxit i el rècord de curses més venut de 1949. Encara que analfabet, Hooker era un lletrista prolífic. A més d'adaptar lletres de blues tradicionals, va compondre cançons originals. A la dècada del 1950, com molts músics negres, Hooker guanyava poc amb les vendes de discos, i per això sovint enregistrava variacions de les seves cançons per a diferents estudis per un preu inicial. Per evadir el seu contracte de gravació, va utilitzar diversos pseudònims, com John Lee Booker (per a Chess Records i Chance Records el 1951–1952), Johnny Lee (per a De Luxe Records el 1953–1954), John Lee, John Lee Cooker, Texas Slim, Delta John, el Birmingham, Sam and the Magic Guitar i el seu Magic Guitar.
Les seves primeres cançons en solitari van ser gravades per Bernie Besman. Hooker rarament tocava amb un ritme estàndard, optant per ajustar el tempo per adaptar-se a les necessitats de la cançó. Això sovint dificultava l'ús de músics de suport, que no estaven acostumats als capricis musicals de Hooker. Com a resultat, Besman va gravar Hooker tocant la guitarra, cantant i trepitjant un palet de fusta al mateix temps que la música.
El 1955 va acabar el seu contracte amb Modern Records i va ser contractat per la companyia Vee Jay, de Chicago, que va publicar els clàssics Dimples i Boom Boom. Va mantenir, no obstant això, una carrera en solitari, sent sempre popular entre els afeccionats al blues i els fans de la música folk de principis dels anys 1960, saltant d'aquesta manera a l'audiència blanca.
Durant gran part d'aquest període, va gravar i va fer gires amb Eddie Kirkland. En les darreres sessions de Hooker per a Vee-Jay Records a Chicago, músics d'estudi el van acompanyar en la majoria dels seus enregistraments, inclòs Eddie Taylor, que podia manejar la seva idiosincràsia musical. Boom Boom (1962)  i Dimples, dues cançons populars de Hooker, van ser llançades originalment per Vee-Jay.

### Carrera posterior

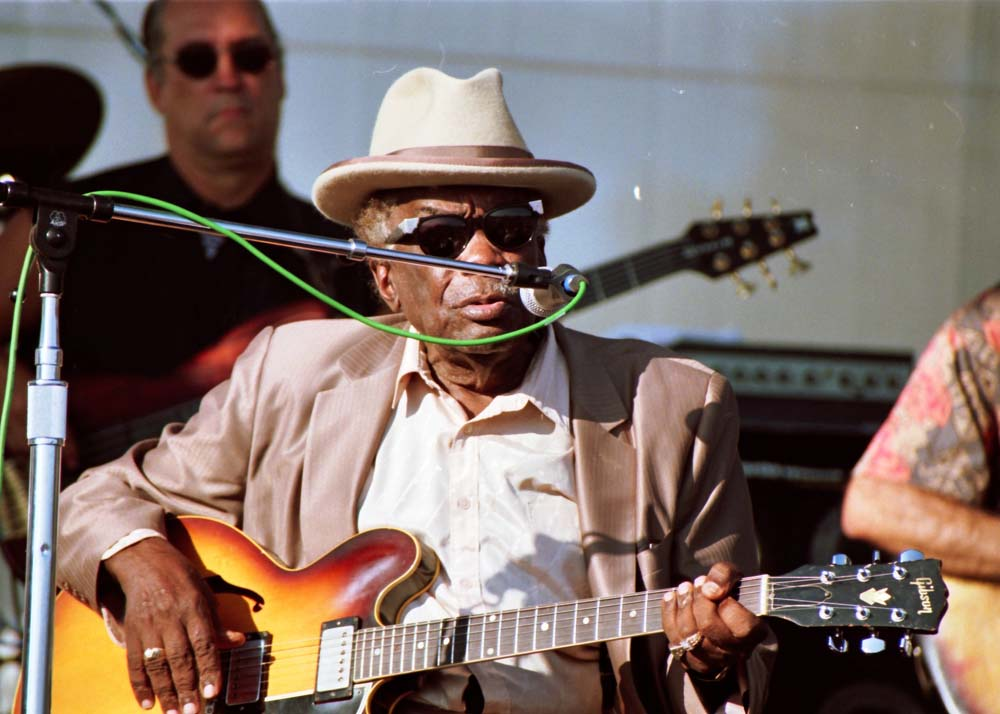
Hooker actuant al Long Beach Blues Festival, Long Beach, Califòrnia, 31 d'agost de 1997

A partir de 1962, Hooker va obtenir més exposició quan va fer una gira per Europa a l’American Folk Blues Festival anual. El seu Dimples es va convertir en un senzill d'èxit a les llistes de singles del Regne Unit el 1964, vuit anys després del seu primer llançament als Estats Units. Hooker va començar a actuar i gravar amb músics de rock. Una de les seves primeres col·laboracions va ser amb la banda britànica de blues rock The Groundhogs. El 1970, va gravar l'àlbum conjunt Hooker 'n Heat, amb el grup nord-americà de blues i boogie rock Canned Heat, el repertori del qual incloïa adaptacions de cançons de Hooker. Es va convertir en el primer dels àlbums de Hooker a assolir les llistes de Billboard, arribant al número 78 del Billboard 200. Aviat van seguir altres àlbums de col·laboració, com Endless Boogie (1971) i Never Get Out of These Blues Alive (1972), que incloïen Steve Miller, Elvin Bishop, Van Morrison i altres.
L'any 1977 John Lee va fer un concert com a convidat amb Foghat i Paul Butterfield, i el 1980, va aparèixer a la pel·lícula Blues Brothers, interpretant el tema Boom Boom en un suburbi. Un altre èxit, dels molts en la seva carrera, va arribar el 1989 quan, al costat de diverses estrelles convidades, incloent-hi Carlos Santana i la seva banda, Bonnie Raitt, Los Lobos, entre d'altres, va gravar The Healer, que va guanyar un Premi Grammy.
La dècada del 1990 va veure àlbums de col·laboració addicionals: Mr. Lucky (1991), Chill Out (1995) i Don't Look Back (1997) amb Morrison, Santana, Los Lobos i músics convidats addicionals. La seva re-enregistrament de "Boom Boom" (la cançó principal del seu àlbum de 1992) amb el guitarrista Jimmie Vaughan es va convertir en el senzill més alt de Hooker (número 16) al Regne Unit. Come See About Me, un DVD de 2004, inclou actuacions filmades entre 1960 i 1994 i entrevistes a diversos dels músics.
Hooker va gravar més de 100 discos i va viure els últims anys de la seva vida a San Francisco, on tenia un club anomenat el "Boom Boom Room", per un dels seus èxits.
Va estar perseguit per la policia per insultar la Casa Blanca en una de les seves cançons.
Hooker va ser propietari de cinc cases en la seva Últims anys, incloses les de les ciutats de Califòrnia de Los Altos, Redwood City i Long Beach. El 21 de juny de 2001, Hooker va morir mentre dormia a casa de Los Altos.

## Discografia

### L'època Detroit (gravacions 1948–1955)
- 1959 – House of the Blues (Chess Records)
- 1960 – The Blues (Crown)
- 1961 – Sings the Blues  (Crown)
- 1961 – Plays and Sings The Blues (Chess)
- 1961 – John Lee Hooker Sings Blues (King Records)
- 1962 – Folk Blues (Crown)
- 1963 – The Great John Lee Hooker (Crown)
- 1963 – Don't Turn Me from Your Door (Atco Records)
- 1963 – John Lee Hooker & Big Maceo Merriweather (Fortune Records)
- 1964 – Original Folk Blues (Kent Records)
- 1966 – John Lee Hooker & His Guitar (Advent Records)
- 1969 – No Friend Around (Advent/Red Lightnin')
- 1970 – Alone (Specialty Records)
- 1971 – Goin' Down Highway 51 (Specialty)
- 1971 – Coast to Coast Blues Band – Any Where – Any Time – Any Place (United Artists Records)
- 1972 – Johnny Lee (GreeneBottle)
- 1973 – John Lee Hooker's Detroit (United Artists)
- 1973 – Mad Man Blues (Chess)
- 1973 – Hooker, Hopkins, Hogg (Specialty-Sonet)
- 1973 – Slim's Stomp (Polydor) –
- 1979 – Southern Blues (Savoy Records)
- 1981 – Blues for Big Town (Chess)
- 1987 – Gotham Golden Classics – Rare Recordings (Collectables Records)
- 1987 – Detroit Blues (Krazy Kat)
- 1989 – 40th Anniversary Album (DCC)
- 1990 – Boogie Awhile (Krazy Kat)
- 1999 – Savoy Blues Legends, 1948–1949 (SavoyJazz/Atlantic)
- 2000 – The Unknown John Lee Hooker (Krazy Kat)

### L'època Chicago (gravacions 1955–1964)
- 1959 – I'm John Lee Hooker (Vee-Jay Records)
- 1960 – Travelin (Vee-Jay)
- 1961 – The Folk Lore of John Lee Hooker (Vee-Jay)
- 1962 – Burnin' (Vee-Jay)
- 1962 – The Big Soul of John Lee Hooker  (Vee-Jay)
- 1962 – The Best of John Lee Hooker (Vee-Jay)
- 1963 – John Lee Hooker on Campus (Vee-Jay)
- 1965 – … And Seven Nights (Verve-Folkways)
- 1965 – Is He the World's Greatest Blues Singer? (Vee-Jay)
- 1974 – Gold (Vee-Jay)
- 1974 – The Best of John Lee Hooker (GNP Crescendo Record Co.)
- 1974 – In Person (Vee-Jay/Dynasty)
- 1989 – The Hook – 20 Years of Hits & Hot Boogie (Chameleon)
- 1993 – John Lee Hooker on Vee-Jay 1955–1958 (Vee-Jay)
- 2014 – I'm Going Home (Devils Tunes)

### L'època Folk (gravacions 1959–1963)
- 1959 – The Country Blues of John Lee Hooker (Riverside Records)
- 1960 – That's My Story – JLH Sings the Blues (Riverside)
- 1962 – John Lee Hooker (Galaxy Records)
- 1963 – Live at Sugar Hill (Galaxy)
- 1964 – Burning Hell (Riverside)
- 1964 – Concert at Newport (Vee-Jay)
- 1966 – Teachin' the Blues (Guest Star)
- 1969 – That's Where It's At! (Stax Records)
- 1971 – Detroit Special (Atlantic Records)
- 1972 – Boogie Chillun (Fantasy Records)
- 1972 – Black Snake (Fantasy 2-set)
- 1979 – Sittin' Here Thinkin' (Muse Records)
- 2002 – Live at Sugar Hill, Vol. 2 (Fantasy)

### L'època ABC (gravacions 1965–1974)
- 1965 – It Serves You Right to Suffer (Impulse! Records)
- 1966 – The Real Folk Blues (Chess)
- 1967 – Live at Cafe Au Go Go (Bluesway)
- 1967 – Urban Blues (Bluesway)
- 1968 – On the Waterfront (Wand Records)
- 1969 – Simply the Truth (Bluesway)
- 1969 – If You Miss 'Im … I Got 'Im (Bluesway)
- 1970 – I Wanna Dance All Night (America)
- 1970 – I Feel Good (Carson)
- 1971 – Get Back Home in the USA (Black & Blue)
- 1971 – Hooker 'n Heat (Liberty Records)
- 1971 – Endless Boogie (ABC Records)
- 1972 – Never Get Out of These Blues Alive (ABC)
- 1972 – Live at Kabuki Wuki (Bluesway)
- 1973 – Live at Soledad Prison (ABC)
- 1973 – Born in Mississippi, Raised Up in Tennessee (ABC)
- 1974 – Free Beer and Chicken (ABC)
- 1991 – More Real Folk Blues – The Missing Album (Chess)

### L'època Rosebud (gravacions 1975–2001)
- 1976 – Alone Vol 1 (Labor)
- 1976 – Alone – Live in New York Vol 2 (MMG)
- 1977 - Black Night Is Falling: Live At Rising Sun
- 1978 – Live + Well (Ornament Records)
- 1978 – The Cream (Tomato Records)
- 1979 – Live in 1978 (Lunar)
- 1981 – Hooker 'n' Heat Recorded Live at the Fox Venice Theatre (Rhino, diversos artistes)
- 1986 – Jealous (Pulsa)
- 1989 – The Healer (Chameleon)
- 1990 – The Hot Spot – amb Miles Davis
- 1991 – Mr. Lucky (Pointblank)
- 1992 – Boom Boom (Pointblank)
- 1995 – Chill Out (Pointblank)
- 1997 – Don't Look Back (Pointblank/Virgin Records)
- 1998 – The Best of Friends (Pointblank)
- 2003 – Face to Face (Eagle)
- 2016 – Boom Boom - Live On Air 1976 (Laser media)